# Nannocheliferoides mussardi
Genre
Espèce
Nannocheliferoides mussardi, unique représentant du genre Nannocheliferoides, est une espèce de pseudoscorpions de la famille des Cheliferidae.

## Distribution
Cette espèce est endémique du Tamil Nadu en Inde. Elle se rencontre vers Madurai.

## Description
La femelle holotype mesure 1,4 mm.

## Étymologie
Cette espèce est nommée en l'honneur de Robert Mussard.

## Publication originale
- Beier, 1974 : Pseudoscorpione aus Südindien des Naturhistorischen Museums in Genf. Revue Suisse de Zoologie, vol. 81, p. 999-1017 (texte intégral).